# Losenrade
Losenrade là một đô thị thuộc huyện Stendal, bang Sachsen-Anhalt, Đức. Đô thị Losenrade có diện tích 6,88 km², dân số thời điểm ngày 31 tháng 12 năm 2006 là 163 người.